# 美国法典
美利堅合眾國法典（又稱 ，或縮寫為），簡稱美國法典，是美国联邦成文法的汇编法典，共53编（1至54，其中第五十三编尚不存在，但已预留作《小企业》）。眾議院法律修订顾问办公室每六年出版一次該法典的最新完整版，其余年份每年出版一本汇总新法案的法典增补。所有美国国会立法通过的法案原文均按时间顺序收录于《美国法律总汇》。
早期对美国国会立法通过的联邦成文法的法典彙編都由私人机构进行。1874年1月22日起，美国国会开始进行官方法典彙編。1926年，国会正式开始汇编《美国法典》。

## 结构
該法典分為53编（title），涉及廣泛的、有邏輯組織的立法領域。每编之下可能细分作分编（subtitle）、部（part）、分部（subpart）、章（chapter）、分章（subchapter）。每一编均以节（section，或称作条，以「§」为前导记号）作為其基本連貫單元，並且同一编内的所有节连续編號，无论编之下是否存在高于节的单位。節通常由大到小细分為小節（subsection）、段（paragraph）、小段（subparagraph）、款（clause）、小款（subclause）、項（item）、小項（subitem）。
並非所有編都使用相同的結構。例如，第26編（税法）的結構為：編—分編—章—分章—部—分部—節—小節—段—小段—款—小款—項—小項。而第38編（退伍軍人福利）的結構為：編—部—章—分章—節。在這種情況下，編大致類似於印刷的卷（volume），儘管許多較大的編跨越多個卷。某些編中的一些章節獲得了專門的含義。例如，律師通常會提到「第11章破產」（指第十一編第11章規管的「破產保護」，而非該編第7章規管的「破產清算」）、「S分章企業」或「S企業」（指第二十六編第一章S分章規管的合夥企業，而非該章C分章規管的股份公司）。